# Contusão muscular
Contusão muscular é considerada uma lesão traumática aguda, sem corte, decorrente de trauma direto aos tecidos moles, e que provoca dor e edema. A contusão vai de leve até uma grande infiltração de sangue nos tecidos circundantes, levando a equimose e, em casos graves, a síndrome compartimental.

## Diagnóstico
Observa-se dor na região muscular, e dificuldade de movimentação no local após algum tipo de traumatismo, sendo assim fácil de ser diagnosticado. Apesar disso, nota-se que a contusão pode ser confundida com uma ruptura muscular.